# Эшмурзаев, Бекмирза Хошимович
Бекмирза Хошимович Эшмурзаев (узб. Bekmirza Xoshimovich Eshmurzaev; род. 15 октября 1989, Самаркандская область, Узбекская ССР, СССР) — узбекский агро-экономист и государственный деятель, с 2020 года является депутатом Законодательной палаты Олий Мажлиса IV созыва.

## Биография
Бекмирза Эшмурзаев, родился 15 октября 1989 года, в Самаркандской области. Окончил Ташкентский государственный аграрный университет по специальности агроном-экономист.
С 2020 года стал депутатом Законодательной палаты Олий Мажлиса IV созыва. Представитель фракции демократической партии Узбекистана «Миллий тикланиш», а также является членом комитета по вопросам промышленности, строительства и торговли Республики Узбекистан.